# Farrerhypothese

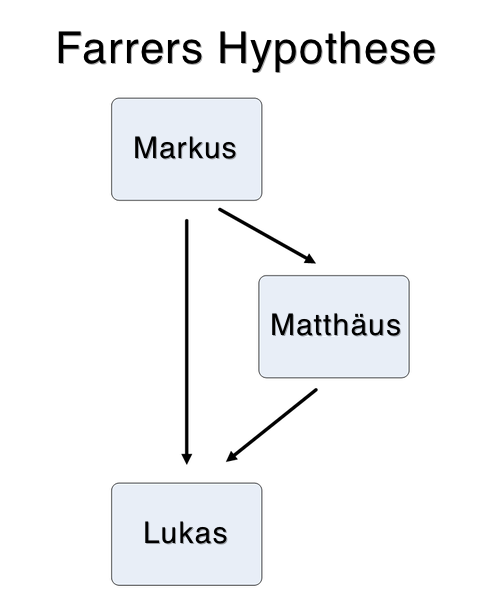
Bei der Farrerhypothese wird davon ausgegangen, dass das Markusevangelium zuerst geschrieben wurde. Das Matthäusevangelium wurde geschrieben unter Benutzung von Markus als Quelle. Schließlich schrieb Lukas sein Evangelium in Kenntnis von Markus und Matthäus.

Die Farrerhypothese oder Farrer-Theorie, auch Farrer-Goulder-Hypothese oder Farrer-Goulder-Goodacre-Hypothese genannt, ist ein Lösungsvorschlag für das Synoptische Problem. Sie geht auf den englischen Theologen Austin Farrer zurück. Die Theorie besagt, dass von den synoptischen Evangelien das Markusevangelium zuerst geschrieben wurde, gefolgt vom Matthäusevangelium und schließlich dem Lukasevangelium. Sie kommt ohne Annahme einer „Spruchquelle“ (Sammlung von Jesusworten, üblicherweise kurz ‚Q‘ genannt) aus.
Farrer verfasste 1955 die Schrift On Dispensing With Q („Über den Verzicht auf Q“), die sich kritisch mit der gängigen Zweiquellentheorie auseinandersetzte, wie sie 30 Jahre früher prominent von Burnett H. Streeter vertreten wurde. Laut Farrer hängt die Zweiquellentheorie völlig davon ab, dass man nicht glaubt oder glauben will, Lukas habe den Matthäustext gekannt, denn sonst würde man natürlicherweise eine Abhängigkeit des einen vom andern annehmen und bestimmt nicht, dass beide von einer weiteren Quelle abhingen.
Die Farrer-Theorie hat den Vorteil der Einfachheit: Sie kommt mit den vorhandenen Evangelien aus und benötigt keine hypothetischen Quellen. Sie wird vor allem von britischen Bibelgelehrten vertreten. Farrers Vorschlag wurde verschiedentlich übernommen und weiterentwickelt, namentlich von Michael Goulder (University of Birmingham, 1927–2010) und Mark Goodacre (Duke University, North Carolina).

## Farrers Argumente
In seiner Schrift On Dispensing with Q (1955) erläuterte Farrer, dass es nicht nötig sei, eine Logienquelle Q zu postulieren, falls der Evangelist Lukas mit dem Matthäusevangelium vertraut war. Farrers Argumentation besteht aus den folgenden vier Punkten:
1. Die Q-Hypothese wurde aufgestellt, um die Frage nach der Herkunft der gemeinsamen Texte im Matthäus- und Lukasevangelium zu beantworten für den Fall, dass die beiden Evangelien voneinander unabhängig sind. Falls hingegen Lukas das Matthäusevangelium gekannt hat, ist die Frage, die Q beantworten soll, hinfällig. Die Annahme einer unabhängigen Quelle wäre z. B. dann gerechtfertigt, wenn Texte, die in Mt und Lk gemeinsam vorkommen, sich voneinander stark unterscheiden, zusammengefügt aber ein eigenständiges Werk ergäben mit einem Anfang, Hauptteil und einem Ende. Dies ist bei Q nicht der Fall.
2. Es gibt keinen Hinweis in den frühen christlichen Schriften, dass so etwas wie ‚Q‘ je existierte.
3. Die von Gelehrten angestellten Rekonstruktionsversuche von Q aus dem gemeinsamen Stoff von Matthäus und Lukas ergeben eine Quelle, die nicht wie ein Evangelium aussieht:
3a. Obwohl viele Gelehrte ‚Q‘ ursprünglich für ein Evangelium in Spruchform hielten, also für eine Sammlung ohne erzählende Elemente, umfassen alle mutmaßlichen Rekonstruktionen von Q die Erzählungen über Johannes den Täufer, die Taufe Jesu und seine Versuchung in der Wüste sowie die Heilung des Knechtes des Hauptmanns. Wenn eine Spruchsammlung wie Q als eine Art Handbuch der Lehre Christi geschrieben worden wäre, müssten immer wieder bedeutende Erzählelemente dazwischengeschoben werden, und sie müsste ein Interesse an der Symbolik des Alten Testaments zeigen.
3b. Trotzdem enthalten die Rekonstruktionen von Q keinen Bericht über Jesu Tod und Auferstehung.
3c. In den frühesten christlichen Schriften sieht man eine starke Betonung auf den Elementen, die das angebliche Q auslässt: Jesu Tod und Auferstehung.
4. Manche Gelehrte versuchten, die mit Q verbundenen Probleme durch den Hinweis zu überwinden, dass der tatsächliche Inhalt von Q nicht bekannt sei. Sie taten dies, obwohl die gleichen Probleme überwunden werden könnten, wenn man bloß die Bekanntschaft von Lukas mit dem Matthäusevangelium annähme.

## Gegenargumente
Farrers zweites Argument wurde durch die Entdeckung des Thomasevangeliums (Thom Ev) geschwächt. Das ThomEv ist eine vermutlich aus dem 2. Jahrhundert stammende Spruchsammlung. Sie wurde 1959 erstmals auf Englisch herausgegeben, vier Jahre nach Farrers Buch.
Gegen Farrers erstes bzw. viertes Argument brachte Streeter fünf Argumente vor, warum das Lukasevangelium unmöglich auf dem Matthäustext beruhen könne, worauf Farrer wiederum wie folgt konterte:
- Lukas hätte einige der Matthäustexte nicht weggelassen, da sie so eindrucksvoll seien.

Farrer erwiderte, er habe sie ausgelassen, weil sie nicht zu seinem literarischen Gesamtaufbau passten.
- Lukas habe manchmal eine urtümlichere Version eines Textes bewahrt, den man auch bei Matthäus findet.

Farrer kritisierte die Annahme, dass man die „urtümlichere Textversion“ identifizieren könne – z. B. passe das „Selig die Armen im Geist.“ gut zur Theologie des Matthäus, aber für Lukas sei es natürlich gewesen, das Element „im Geist“ fallen zu lassen, da dies zu seinem Anliegen für die materiell Armen passe.
- Lukas folge der Reihenfolge des Markus, aber nicht jener des Matthäus.

Farrer fragte zurück, warum er letzteres hätte tun sollen: „Ist es überraschend, dass er seinen Plan auf den Fundamenten des Markus aufbaut, und sich bei Matthäus Materialien herausbricht, um sein Gebäude zu errichten?“.
- Lukas nutze das markinische Material weniger gut als Matthäus.

Farrer erwiderte, dass dies möglicherweise so sei, Lukas aber nicht der erste Bearbeiter wäre, der ein weniger kunstfertiges Ergebnis hervorbringe. Die Botschaft, die Lukas vermitteln wollte, sei bei ihm der maßgebende Aspekt für die Anordnung der Texte gewesen.
- Lukas benutze die Texte innerhalb derselben Markus-Abschnitte wie Matthäus.

Farrer hob hervor, dass Lukas sie aus einem Markus-Kontext herausnahm und an einem anderen Ort wiedergab. In Lukas 10–18 baue er die Lehrstücke so wieder zusammen, dass sie die Punkte hervortreten ließen, die er hervortreten lassen wolle, oft indem er Aussprüche Jesu zusammenstellte, die zuvor nicht beieinander gestanden haben. Dies könnte in der Absicht geschehen sein, eine Art christliches Deuteronomium zu schaffen, gerade so wie dafür argumentiert wurde, dass das Matthäusevangelium die Form eines christlichen Pentateuchs haben sollte.

## Die ‚Minor Agreements‘
Das bemerkenswerteste Argument für Farrers Hypothese sind die vielen Stellen, wo der Text von Matthäus und Lukas miteinander übereinstimmen, aber leicht vom Markustext abweichen: die „Minor Agreements“ („geringfügige Übereinstimmungen“). Dies ergibt sich ganz natürlich, wenn Lukas den Matthäus- und Markustext benutzte, ist aber kaum erklärlich, falls er den Markustext und Q benutzte.
Dabei ist die Kernfrage, wenn Matthäus und Lukas die entsprechenden Abschnitte von Markus übernommen hätten, warum sie sich dann in fast identischer Weise in einer großen Anzahl und in gleicher Art gegen Markus entschieden haben, und zwar auf eine Weise, dass in vielen Fällen dieselben Sätze bzw. Satzglieder aus dem Markustext ausgelassen wurden.
Die Folge waren wortwörtliche Übereinstimmungen von Matthäus und Lukas bei der Übernahme von Szenen aus dem Markustext, die aber bei den beiden Autoren in genau der gleichen Weise von Markus abweichen. Wenn Matthäus oder Lukas von Markus abgeschrieben hätten, wäre auch der Wortlaut von Markus durch Weglassen oder Hinzufügen von Texten in differenter Weise abgeändert worden. Solche Abänderungen dürften jedoch, von zufälligen Ausnahmen und wenigen nachträglichen Harmonisierungen weiterer Redaktoren abgesehen, bei Matthäus und Lukas nie gleich sein, wenn keiner der beiden den Text des anderen kannte.
Zwei Formen der minor agreements werden unterschieden:
- eine negative Form, das sind dieselben Auslassungen
- eine positive Form, das sind gemeinsame andere Formulierungen als bei Markus und Wörter bzw. ein Wortgebrauch über Markus hinaus.[6]

Streeter teilte die Minor Agreements in sechs Gruppen ein und stellte für jede Gruppe eine Hypothese auf, um die Übereinstimmung zu erklären. Farrers Kommentar dazu:
Sein [= Streeters] Argument hat seine Stärke darin, dass er sich jeweils nur wenige Male auf eine seiner Hypothesen berufen muss; aber der gegnerische Anwalt wird erbarmungslos darauf hinweisen, dass die Verringerung der Einzelfälle für jede Hypothese genau der Vervielfachung der Hypothesen entspricht. Man kann nicht sagen, dass man Dr. Streeters Plädoyer nicht unterstützen könnte, aber man muss zugeben, dass es ein Plädoyer gegen die offenkundige Beweislage ist.